# Sivandi
Le sivandi est une langue iranienne parlée en Iran, dans le village de Sivand qui est situé à 80 kilomètres environ de Chiraz, dans la province du Fars.

## Classification
Le sivandi fait partie du groupe des langues iraniennes occidentales.

## Sources
- (fr) Lecocq, Pierre, Le dialecte de Sivand, Beiträge zur Iranistik, Band 10, Wiesbaden: Dr. Ludwig Reichert Verlag, 1980  (ISBN 3-88226-064-5)